# Rudolf Tajcnár
Rudolf „Rudy” Tajcnár, ps. Slon (ur. 17 kwietnia 1948 w Bratysławie, zm. 30 lipca 2005 tamże) – słowacki hokeista.

## Lata młodości
W młodości trenował również tenis. Miał brata Milana.

## Kariera klubowa
Karierę rozpoczął w 1959 w Slovanie Bratysława, a w 1966 został zawodnikiem Dukli Koszyce. W latach 1968–1975 ponownie grał w Slovanie. W 1977 trafił do USA, gdzie w drafcie wybrało go Edmonton Oilers. Tam wystąpił w 2 meczach, a grał głównie w klubach farmerskich, m.in. Maine Mariners. W 1979 wrócił do Europy i został zawodnikiem HC Ambrì-Piotta, a dwa lata później trafił do HC Ascona, gdzie w 1983 zakończył karierę.

## Kariera reprezentacyjna
W latach 1967–1977 rozegrał 54 mecze i strzelił 9 goli w reprezentacji Czechosłowacji. Pierwszy mecz w kadrze rozegrał 15 kwietnia 1967 w Crimmitschau przeciwko NRD, a ostatni 5 stycznia 1977 w Ústí nad Labem z RFN. Wraz z reprezentacją został mistrzem świata w 1972, mistrzem Europy w 1971 i 1972 oraz brązowym medalistą igrzysk olimpijskich z 1972.

## Śmierć i upamiętnienie
Zmarł 30 lipca 2005 w Bratysławie na niewydolność serca. Został pochowany 5 sierpnia 2005 na cmentarzu Ružinov. W 2006 został członkiem Galerii Sław Słowackiego Hokeja.